# Lista de capítulos de Genshiken
O mangá Genshiken é escrito e ilustrado por Shimoku Kio, e é publicado pela editora Kodansha na revista Afternoon. O primeiro capítulo de Genshiken foi publicado em junho de 2002 e a publicação paralisou em junho de 2006 no capítulo 55, marcando o fim da primeira parte do mangá contando com 9 volumes. Posteriormente, começou a publicação da segunda parte do mangá, a partir do capítulo 56 em dezembro de 2010, já tendo ultrapassado mais de 100 capítulos lançados atualmente. Nesta página, os capítulos estão listados por volume, com seus respectivos títulos originais (títulos originais na coluna secundária, os volumes de Genshiken não são titulados). Alguns capítulos saíram apenas na Afternoon, não tendo sido lançados na forma de volumes, porém, eles também estarão listados aqui.
No Brasil, é licenciado e publicado pela editora JBC desde junho de 2013.

## Volumes 1~9 -Genshiken
| - 1. Genshiken - 2. Prepare-se Para Ser Perseguido - 3. A Estratégia Mais Sem Sentido da História - 4. Aproximem-se da Mesa Redonda - 5. KomiKomi - ComicCommunication - 6. A Sala Secreta - Para o Inferno com o Destino | - 1. 現視研 (Genshiken) - 2. 虐ゲラレル覚悟 (Shiitagerareru Kakugo) - 3. 史上最小・最軽量の作戦 (Shijō Saishō Saikeiryō no Sakusen) - 4. 円卓会議は踊る (Entaku Kaigi wa Odoru) - 5. コミコミ (Komikomi) - 6. 秘密の小部屋 (Himitsu no Kobeya) - 運命なんてしらない (Unmei nante Shiranai) |

| - 7. Tingindo de Sangue uma Fruta Colhida Verde - 8. O Vento do Norte - 9. Ganba! Fly High - 10. Sadomasoquismo - 11. Sasahara Passa de Nível! Sasahara Perde Atributos! INT -2 - 12. Por Favor, Senhor Presidente! - Sorte Grande no Sorteio | - 7. 青き果実を血湖に染めて (Aoki Kajitsu o Kekko ni Somete) - 8. the north wind - 9. ハイ、フライ ハイ (Hai, Furai Hai) - 10. サドマゾ (Sadomazo) - 11. ササハラはレベルがあがった!かしこさが2へった! (Sasahara wa Reberu ga Agatta! Kashikosa ga 2 Hetta!) - 12. 会長お願いします! (Kaichō Onegai Shimasu!) - くじびきでポン (Kujibiki de Pon) |

| - 13. O Aroma da Primavera - 14. Espaço Interior - 15. Vinte Mil Milhas para o Paraíso - 16. Irmãos e Irmãs - 17. Vida ou Morte - 18. 512ª Reunião: "Kuji-Un" estava demais essa semana, vamos nessa! - 8ª Reunião: Como foi o Kuji-Un dessa semana? | - 13. spring スメル (Spring Sumeru) - 14. インナースペース (Innā Supēsu) - 15. 天国までの二万マイル (Tengoku made no Niman Mairu) - 16. brothers and sisters - 17. 死線 (Shisen) - 18. 第512回今週の『くじアン』面白かった会議ファイヤー!! (Dai 512-kai Konshū no "Kujian" Omoshirokatta Kaigi Faiyā!!) - 第8回「今週のアニメ『くじアン』どうよ？」会議 (Dai 8-kai "Konshū no Anime "Kujian" Dō yo?" Kaigi) |

| - 19. De Castiiiigo - 20. Membros no Exílio - 21. Feliz Ano Novo - 22. O Renascer do Genshiken - 23. Canal Espacial #2 - 24. Novo Unbalance - 1ª Reunião: Por que as vacas do Manken odeiam as donzelas do Genshiken? | - 19. おしおきだべェ～～ (Oshioki da bē~~) - 20. 漂流部室 (Hyōryū Bushitsu) - 21. よいお年を (Yoi O-toshi o) - 22. げんしけん誕生 (Genshiken Tanjō) - 23. SPACE CHANNEL 2# - 24. にゅーアンバランス (Nyū Anbaransu) - 第1回現視研女子は漫研女子にどう嫌われてるのか会議 (Dai 1-kai Genshiken Joshi wa Manken Joshi ni Dō Kirawareteru no ka Kaigi) |

| - 25. Espie - Espie - Espie! - 26. Teoria Aplicada Sobre o Método de Compras do Madarame - 27. Dentro do Prazo - 28. Primeira "Reunião Emergencial para a Apresentação do Comic Fest que Ainda não tem Quase Droga Nenhuma Pronta" - 29. Pequena Grande Vista 1 - 30. Pequena Grande Vista 2 - Gravação Especial "Iroha Gokko" | - 25. Dive・Dive・Dive! - 26. 斑目式買い物法応用編 (Madarame-shiki Kaimono-hō Ōyō-hen) - 27. 志・ミノタケ (Kokorozashi・Minotake) - 28. 第1回緊急コミフェス対策原稿ほとんどできてねぇ会議 (Dai-Ikkai Kinkyū Komifesu Taisaku Genkō Hotondo Dekitenē Kaigi) - 29. LITTLE BIG SIGHT 1 - 30. LITTLE BIG SIGHT 2 - 特別収録『いろはごっこ』 (Tokubetsu Shūroku "Iroha-gokko") |

| - 31. Kashimashi Musume +1 - 32. Num Mundo Só Deles - 33. Transformação!!!! - 34. Um Bilhete Só de Ida para o ~Expresso Fantasia~ - 35. O Futon Voador...... - 36. Síndrome de Graduação - Uma festa de despedida com amor e desejo. | - 31. かしまし娘+1 (Kashimashi Musume +1) - 32. フタリノセカイ (Futari no Sekai) - 33. 変・身!!!! (Hen・shin!!!!) - 34. 妄想特急大暴走～レールはいつも平行線～ (Mōsō Tokkyū Dai-Bōsō ~Rēru wa Itsumo Heikōsen~) - 35. ふとんがふっとん・・・・・・ (Futon ga Futton......) - 36. 卒業症候群 (Sotsugyō Shōkōgun) - 愛とよ久郷の追い出しコンパ (Ai to Yokubō no Oidashi Konpa) |

| - 37. Valsa Sem Fim - 38. O Clube Cosplay - 39. Um, Dois, Termine - 40. Venha Aqui, Querido - 41. Não Existe Tal Coisa como uma Fila que Não Termina - 42. A Entrevista - 43. Festa de Boas Vindas - O verão que não é quente o suficiente. | - 37. endless waltz - 38. こすけん (Kosuken) - 39. one two finish - 40. Come here, My dear - 41. やまない雨はなく、進まない行列もない (Yamanai Ame wa Naku, Susumanai Gyōretsu mo Nai) - 42. メンセツ (Mensetsu) - 43. ウェルカム・パーティー (Werukamu Pātī) - 夏は湯気が少なくて困るなあ (Natsu wa Yuge ga Sukunakute Komaru nā) |

| - 44. Ofuscada - 45. Sonhando - 46. A Ponte para Casa - 47. Olhe Bem - 48. Clube de Encontros Depois da Escola - 49. O Café e as Três Visitas - Quando elas estavam realmente começando a ficar excitadas. | - 44. 目眩く (Mekurumeku) - 45. 夢酔い (Yumeyoi) - 46. 戻り橋 (Modoribashi) - 47. set eyes on - 48. 放課後デート倶楽ブ (Hōkago Dēto Kurabu) - 49. メイド喫茶と三顧の礼 (Meido Kissa to Sanko no Rei) - 最初にずいぶん盛り上がってた頃 (Saisho ni Zuibun Moriagatteta Koro) |

| - 50. Sozinha com Susie - 51. Desejos Materiais Intermináveis - 52. Chuva ou Rios de Sol - 53. A Confissão - 54. Para Sempre em Meus Sonhos - 55. Genshiken - Uma festa de despedida de amor e desilusão. | - 50. スージーといっしょ (Sūjī to Issho) - 51. ボンノーはとめどなく (Bonnō wa Tomedo naku) - 52. Rain or Shine - 53. 告白 (Kokuhaku) - 54. いつでも夢を (Itsu de mo Yume o) - 55. げんしけん (Genshiken) - 恋と妄想の追い出しコンパ (Koi to Mōsō no Oidashi Konpa) |

## Volumes 10~Atual -Genshiken Nidaime
| - 56. Chega Novamente a Primavera - 57. Além do Caminho, o Lugar Prometido - 58. Vá Além das Minhas Pernas - 59. Detector de Minas - 60. Sala dos Professores - 61. Acreditando em Devaneios - Não se pode agrupar o povo sem um coração puro. | - 56. 春はまた来る (Haru wa Mata Kuru) - 57. 道のむこう、約束の場所 (Michi no Mukou, Yakusoku no Dasho) - 58. 俺の脚を超えてゆけ (Ore no ashi o koete yuke) - 59. Minesweeper - 60. teacher's room - 61. 腐り姫の夢 (Dei Dorīmu Birībā) - 心がピュアでなくてもご人店できます (Kokoro ga Pyuadenakute mo Go Hito Mise Dekimasu) |

| - 62. Barbas e Peitos - 63. Invasão! A Garota da Entrega - 64. Mitsudo-moee - 65. Verão Goldfinger - 66. Próxima Etapa - 67. Moe Chorando, Além do Horizonte da Casualidade - 1ª Reunião: Eu acho a Sue-san forte. | - 62. HIGE to BOIN - 63. 侵略! 看板娘 (Ryaku! Kanbanmusume) - 64. ミツドモエェ (Mitsudo-moe'e) - 65. Summer Goldfinger - 66. 業 NEXT! (Gō Next!) - 67. 因果地平の彼方でモエを叫ぶ (Inga Chihei no Kanata de Moe o Sakebu) - 第1回スーさんがなんか強い件 (Dai 1-kai Sū-san ga Nanka Tsuyoi Kudan) |

| - 68. Seu Nome é - 69. A Tartaruga e o Cabelo - 70. Pique-esconde - 71. Deve Existir uma Rota, Mas Não um Circuito - 72. O Verdadeiro Fim Ainda Está Fora de Alcance - 73. 3 Histórias de Amor - Movimento suave para a reunião do dia. | - 68. 君の名は (Kimi no Na wa) - 69. つるかめ (Tsuru Kame) - 70. ハイド&seek (Haido ando Seek) - 71. ルートはあってもループはない (Rūto wa Attemo Rūpu wa Nai) - 72. トゥルーエンドは まだ見えない (Turū Endo wa Mada Mienai) - 73. KOIBANA3 - 一日一善つるつる会議 (Hitoichi Kazuyoshi Tsurutsuru Kaigi) |

| - 74. Itten Toppa Ogin Ragan - 75. O Porteiro Branco - 76. O Homem da Neve - 77. De Volta a Barba - 78. Nós Já Esquecemos o Nome do Pornô que Assistimos Aquele Dia - 79. Última Fuga - Nem 20 mil tremores vão parar a ajuda de uma colega de classe. | - 74. 一天突破オギンラガン (Itten Toppa Ogin Ragan) - 75. ホワイト ゲート キーパー (Howaito Gēto Kīpā) - 76. Snow man - 77. バック・Ni・ベアード (Bakku Ni Beādo) - 78. あの日見たAVの題名を僕達はもう忘れた (Ano Hi Mita AV no Daimei o Bokutachi wa Mō Wasureta) - 79. Last escape - 同級生の女装を手伝‹中略›の震えが止まらない仟 (Dōkyūsei no Josō o Tetsuta ‹Chūryaku› no Furue ga Tomaranai Sen) |

| - 80. O Último Episódio Foi Muito Bom (Confisão II) - 81. O Colapso do Pardal de Coração Partido - 82. Fogo Cruzado - 83. O Projeto Vida de Instrumentalidade - 84. Rei (do Rosto) Vermelho - 85. Câmara Escondida para Três | - 80. いい最終回だった‹告白II› (Ii Saishūkai Datta ‹Kokuhaku II›) - 81. 失恋ピエロの悶絶 (Shitsuren Piero no Monzetsu) - 82. クロスファイア (Kurosu Faia) - 83. 人生補完計画 (Jinsei Hokan Keikaku) - 84. RED (face) KING - 85. ドッキリthreeの㊙報告 (Dokkiri Three no Maruhi Hōkoku) |

| - 86. Devaneios Correspondidos - 87. Chegou o Que? - 88. Compre Incondicionalmenteee!! - 89. Festival Evol - 90. Os Deuses dos Desejos Mundanos - 91. Então, Rumo à Lenda...... | - 86. デイドリームマッチ (Deidorīmu Matchi) - 87. 何か来るぅ (Nanika Kurū) - 88. 無条件で買いーー!! (Mujōken de Kaiii!!) - 89. フェスティバル・EVOL (Fesutibaru Evol) - 90. 煩悩の神々 (Bon'nō no Kamigami) - 91. そして伝説へ・・・・・・ (Soshite Densetsu e......) |

| - 92. O Arqueiro Demoníaco - 93. O Canhão de 128mm no Meio das Minhas Pernas Destrói Apenas um Canhão de 37mm - 94. O Homem da Neve 2 - 95. Destruidor Manco - 96. Retribuição Igual - 97. Em Movimento | - 92. 魔弾ノ射手 (Madan no Shashu) - 93. 俺の股間の128mm砲が37mm砲のままです (Ore no Kokan no Yākutotīgā ga Usagi-san Chīmu no Mama Desu) - 94. Snow man 2 - 95. クラッシャーラメ (Kurasshā Rame) - 96. 水心アリ (Mizugokoro Ari) - 97. おひっこし (O Hikkoshi) |

| - 98. Esta é a Linha Limite de Distância do Harém - 99. A Prova da Irmã Mais Nova II - 100. É o Aniversário do Cinturão de Van Allen? - 101. "Madarame", o Primeiro Cruzador da Linha Madarame é Definido! - 102. Madarame Ataca o Bom Navio Cabaré - 103. O Naufrágio do Bom Navio Madarame Kai 02 | - 98. ハーレムの境界線上の彼方と此方 (Hāremu no Kyōkai Senjō no Kanata to Konata) - 99. 妹受験Ⅱ (Imōto Juken II) - 100. バン・アレン帯のお誕生日ですか? (Ban Aren Tai no O Tanjōbi Desu ka?) - 101. 斑目型けーじゅん1番艦「斑目」出撃! (Madarame Gata Kējun Ichi Ban Kan "Madarame" Shutsugeki!) - 102. 斑目改 キャ号突撃戦 (Madarame Kai Kya Gō Totsugekisen) - 103. 斑目改二の轟沈 (Madarame Kai Ni no Gōchin) |

### Capítulos ainda não compilados em volumes
| 104. | Primeira Vez que te Vejo                    | 初めて君を (Hajimete Kimi o)                     |
| 105. | Adeus, Querido Virgem                       | さらば愛しきDT (Saraba Itoshiki DT)              |
| 106. | O Rouxinol do Arbusto Permanece em Silêncio | 春告げ鳥 未だ鳴かず (Harutsugedori Imada Nakazu) |
| 107. | De um Vagão da Linha Tobu                   | 東武線の車窓から (Tōbu Sen no Shasō kara)        |
| 108. | O Retorno de Yajima                         | リターン・オブ・ヤジマ (Ritān obu Yajima)        |